# Ski de fond aux Jeux olympiques de 2018
Navigation
Sotchi 2014 Pékin 2022
Les épreuves de ski de fond aux Jeux olympiques d'hiver de 2018 se tiennent du 10 février 2018 au 25 février 2018 au Centre de ski de fond d'Alpensia. L’épreuve masculine de ski de fond fait partie des épreuves olympiques depuis les premiers Jeux olympiques d’hiver qui ont eu lieu à Chamonix en France en 1924. L’épreuve féminine fait partie des épreuves olympiques depuis Jeux olympiques de 1952 à Oslo.

## Format des épreuves

### Sprint
L'épreuve de sprint, d'une distance de 1,4 km chez les hommes et de 1,2 km chez les femmes, débute par une qualification dans laquelle les fondeurs s'élancent toutes les 15 secondes. Dans cette qualification sont sélectionnés les 30 meilleurs athlètes qui participent ensuite à des rondes quarts de finale, demi-finales et finale. Dans chaque ronde, chaque groupe est composé de 6 fondeurs et seulement les deux premiers de chaque groupe accèdent à la ronde suivante (de même que les deux meilleurs temps de la ronde). En finale, les 6 fondeurs s'élancent pour la médaille d'or.
Pour ces Jeux olympiques de 2018, l'épreuve est parcourue en style classique.

### Sprint par équipes
Une équipe de relais est composée de 2 fondeurs. Chaque fondeur effectue, à tour de rôle, trois fois le parcours de sprint (pour un total de 6 tours). Les 5 meilleures équipes de deux demi-finales pouvant accueillir entre 10 et 15 équipes, se retrouvent en finale. L'équipe gagnante est celle qui au terme des 6 tours franchit la ligne d'arrivée.
Pour ces Jeux olympiques 2018, l'épreuve est parcourue en style libre.

### Relais
Une équipe de relais est composée de 4 fondeurs. Chaque fondeur effectue une étape de 10 km chez les hommes et de 5 km chez les femmes. Les deux premiers relais se parcourent en style classique et les deux autres en style libre. L'épreuve débute par un départ en ligne et le passage du relais est réalisé touchant un membre de leur équipe sans gêner ni arrêter les autres équipes. L'équipe gagnante est la première qui franchit la ligne d’arrivée, au terme du quatrième et dernier relais.

### Individuelle
L'épreuve individuelle est une course contre la montre. Les fondeurs s'élancent dans la course à des intervalles de 30 secondes, les meilleurs fondeurs s'élancent en dernier. Le gagnant est celui ou celle ayant parcouru la distance de 15 km chez les hommes et de 10 km chez les femmes le plus rapidement.
Pour ces Jeux olympiques 2018, l'épreuve est parcourue en style libre.

### Skiathlon
Le skiathlon est composé de deux parcours, un en style classique puis un en style libre, pour un total de 30 km (15 km chez les femmes). Pour le départ de l'épreuve, les compétiteurs sont alignés en formation de flèche, les meilleurs étant placés à la pointe (départ groupé). À la moitié du parcours, lorsque le parcours de 15 km (7,5 km chez les femmes) en style classique est complété, les compétiteurs doivent changer d'équipement le plus rapidement possible et entreprendre le second parcours en style libre. Le gagnant est celui qui franchit le premier la ligne d’arrivée.

### Départ en ligne
Pour le départ de l'épreuve, les compétiteurs sont alignés en formation de flèche, les meilleurs étant placés à la pointe (départ groupé). Le gagnant est celui ou celle qui franchit la ligne d'arrivée en premier au terme de la course (50 km chez les hommes et 30 km chez les femmes).
Pour ces Jeux olympiques 2018, l'épreuve est parcourue en style classique.

## Médaillés

### Hommes
| Épreuve                                                             | Or                                     | Or                | Argent                       | Argent             | Bronze                             | Bronze             |
| ------------------------------------------------------------------- | -------------------------------------- | ----------------- | ---------------------------- | ------------------ | ---------------------------------- | ------------------ |
| Sprint (Classique) résultats détaillés                              | Johannes Høsflot Klæbo (NOR)           | 3 min 5 s 75      | Federico Pellegrino (ITA)    | 3 min 7 s 09       | Alexander Bolshunov (OAR)          | 3 min 7 s 11       |
| Sprint par équipes (Libre) résultats détaillés                      | Norvège (NOR) - Johannes Høsflot Klæbo | 15 min 56 s 26    | Russie (OAR) - Denis Spitsov | 15 min 57 s 97     | France (FRA) - Richard Jouve       | 15 min 58 s 28     |
| Relais 4 × 10 km (Classique et libre) résultats détaillés           | Norvège (NOR) - Johannes Høsflot Klæbo | 1 h 33 min 4 s 09 | Russie (OAR) - Denis Spitsov | 1 h 33 min 14 s 03 | France (FRA) - Adrien Backscheider | 1 h 33 min 41 s 08 |
| 15 km (Libre) résultats détaillés                                   | Dario Cologna (SUI)                    | 33 min 43 s 9     | Simen Hegstad Krüger (NOR)   | 34 min 2 s 2       | Denis Spitsov (OAR)                | 34 min 6 s 9       |
| 30 km skiathlon (15 km classique + 15 km libre) résultats détaillés | Simen Hegstad Krüger (NOR)             | 1 h 16 min 20 s 0 | Martin Johnsrud Sundby (NOR) | 1 h 16 min 28 s 0  | Hans Christer Holund (NOR)         | 1 h 16 min 29 s 9  |
| 50 km départ en ligne (Classique) résultats détaillés               | Iivo Niskanen (FIN)                    | 2 h 8 min 22 s 10 | Alexander Bolshunov (OAR)    | 2 h 8 min 40 s 80  | Andrey Larkov (OAR)                | 2 h 10 min 59 s 60 |

### Femmes
| Épreuve                                                               | Or                                 | Or                | Argent                       | Argent           | Bronze                                      | Bronze            |
| --------------------------------------------------------------------- | ---------------------------------- | ----------------- | ---------------------------- | ---------------- | ------------------------------------------- | ----------------- |
| Sprint (Classique) résultats détaillés                                | Stina Nilsson (SWE)                | 3 min 3 s 84      | Maiken Caspersen Falla (NOR) | 3 min 6 s 87     | Yulia Belorukova (OAR)                      | 3 min 7 s 21      |
| Sprint par équipes (Libre) résultats détaillés                        | États-Unis (USA) - Jessica Diggins | 15 min 56 s 47    | Suède (SWE) - Stina Nilsson  | 15 min 56 s 66   | Norvège (NOR) - Marit Bjørgen               | 15 min 59 s 44    |
| Relais 4 × 5 km (Classique et libre) résultats détaillés              | Norvège (NOR) - Marit Bjørgen      | 51 min 24 s 3     | Suède (SWE) - Stina Nilsson  | 51 min 26 s 3    | Russie (OAR) - Anna Nechaevskaya            | 52 min 7 s 6      |
| 10 km (Libre) résultats détaillés                                     | Ragnhild Haga (NOR)                | 25 min 0 s 50     | Charlotte Kalla (SWE)        | 25 min 20 s 80   | Marit Bjørgen (NOR) Krista Pärmäkoski (FIN) | 25 min 32 s 40    |
| 15 km skiathlon (7,5 km classique + 7,5 km libre) résultats détaillés | Charlotte Kalla (SWE)              | 40 min 44 s 9     | Marit Bjørgen (NOR)          | 40 min 52 s 7    | Krista Pärmäkoski (FIN)                     | 40 min 55 s 0     |
| 30 km départ en ligne (Classique) résultats détaillés                 | Marit Bjørgen (NOR)                | 1 h 22 min 17 s 6 | Krista Pärmäkoski (FIN)      | 1 h 24 min 7 s 1 | Stina Nilsson (SWE)                         | 1 h 24 min 16 s 5 |

## Tableau des médailles
| Rang | Pays         | Médaille d'or, Jeux olympiques | Médaille d'argent, Jeux olympiques | Médaille de bronze, Jeux olympiques | Total |
| 1    | Norvège      | 7                              | 4                                  | 3                                   | 14    |
| 2    | Suède        | 2                              | 3                                  | 1                                   | 6     |
| 3    | Finlande     | 1                              | 1                                  | 2                                   | 4     |
| 4    | Suisse       | 1                              | 0                                  | 0                                   | 1     |
| 4    | États-Unis   | 1                              | 0                                  | 0                                   | 1     |
| 6    | Russie (OAR) | 0                              | 3                                  | 5                                   | 8     |
| 7    | Italie       | 0                              | 1                                  | 0                                   | 1     |
| 8    | France       | 0                              | 0                                  | 2                                   | 2     |